# Pimelodus jivaro
Pimelodus jivaro es una especie de peces de la familia Pimelodidae en el orden de los Siluriformes.

## Distribución geográfica
Se encuentran en Sudamérica:  cuenca del río Amazonas.